# Љубавна кашика
Љубавна кашика је дрвена кашика декоративно урезана која је традиционално представљала поклон романтичне намере. Кашика је обично била декорисана симболима љубави, са намером да представи вештину декоратера. Због сложеног дизајна, љубавне кашике се не користе у општој примени, већ као украсни предмети.

## Порекло
Љубавна кашика датира из 17. века. Генерацијама, декоративни украси су додавани кашикама, тако да су оне изгубиле основно својство и постале су драгоцени декоративни додатак који се качио на зидовима.
Најранија позната љубавна кашика датира из Велса, приказана у Националном историјском музеју свети Фаган близу Кардифа, је из 1667, мада се сматра да традиција датира много пре тога. Најранија љубавна кашика широм света води порекло из Немачке, из 1664.

## Симболи
Младим женама су њихови просиоци даривали љубавне кашике. За девојчиног оца је било важно да младић може да чува породицу и да зна да ради у шуми.
Морнари би често за време својих путовања украшавали љубавне кашике.
Извесни симболи су добили одређено значење: потковица за срећу, Хришћански крст за веру, звонца за брак, срца за љубав, a точак као подршка вољеном и брава за сигурност. Друге тешке резбарије, попут ланаца, више су представљале вештину декоратера него што су имале симболично значење.
Иако су велшке љубавне кашике најпознатије, постоји традиција љубавних кашика и у Скандинавији као и у неким деловима источне Европе, који имају своје јединствене технике и стилове по питању љубавних кашика.
Данашње љубавне кашике се дарују као поклон за свадбе и годишњице, исто тако и за рођендане, као поклон за бебе, поклон за Божић или дан заљубљених. Данас их углавном виде као народну радиност.

## Погледати
- Дрвена кашика